# Heeg
Heeg (Fries: Heech) is een dorp in de gemeente Súdwest-Fryslân, in de Nederlandse provincie Friesland. Heeg ligt tussen IJlst en Woudsend aan het Heegermeer en het Johan Frisokanaal.
In 2023 telde het dorp 2.385 inwoners. In het postcodegebied van Heeg liggen de buurtschappen Lytshuizen en Osingahuizen.

## Geschiedenis

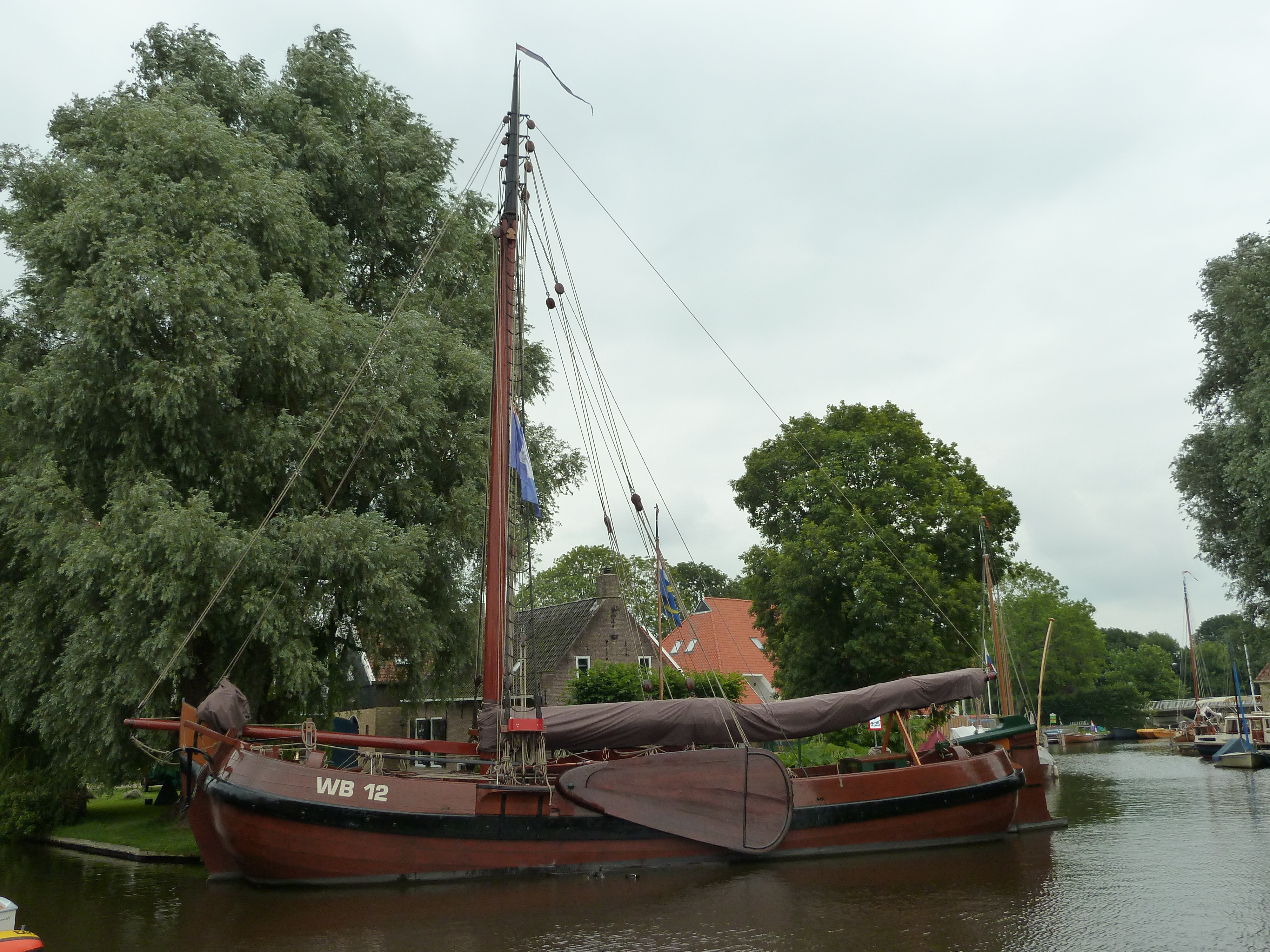
Palingaak Korneliske Ykes II

Heeg is ontstaan rond belangrijke waterwegen. De visserij, scheepvaart en handel die daarbij kwamen zijn lang van belang geweest voor het dorp. Met name palingvisserij was lange tijd een belangrijk middel van bestaan. Tot 1936 werd vanuit Heeg paling naar Londen geëxporteerd; de Hegemer palingvissers hadden tot 1938 hun eigen ligplaats op de Theems bij de Tower Bridge. In het wapen van Heeg is een paling afgebeeld.
Rond het jaar 2009 is in Heeg de palingaak Korneliske Ykes II gebouwd. Dit is een reconstructie van het schip dat vroeger vanuit Heeg naar Londen voer voor het transport van paling.
De oudste vermelding van het dorp is voor zover bekend uit 1132 toen het dorp vermeld werd als Hagekerke, of Haghekercke. In 1245 werd het vermeld als Hagakerke. Deze naam kan duiden op bosje of haag (haga) en kerk. 
Het deel 'haga' kan ook duiden op een hoogte, van het Oudfriese woord hag. Waarom dan vanaf de 14e eeuw het deel kerk is verdwenen is onbekend. Het werd namelijk in 1389 kortweg vermeld als Haghe. In 1505 werd het vermeld als Heegh, in 1516 als Heegh en in 1579 als Heeg. 
Tot 2011 lag Heeg in de voormalige gemeente Wymbritseradeel.

## Kerken
De oudste kerk van Heeg is de Haghakerk, deze kerk verving in 1745 een in verval geraakte middeleeuwse kerk. De nieuwe kerk had aanvankelijk een koepeltorentje, maar de koepel is in 1840 na een verbouwing verdwenen.
De andere kerken zijn de Sint-Jozefkerk uit 1876 en Ichthuskerk uit 1891.

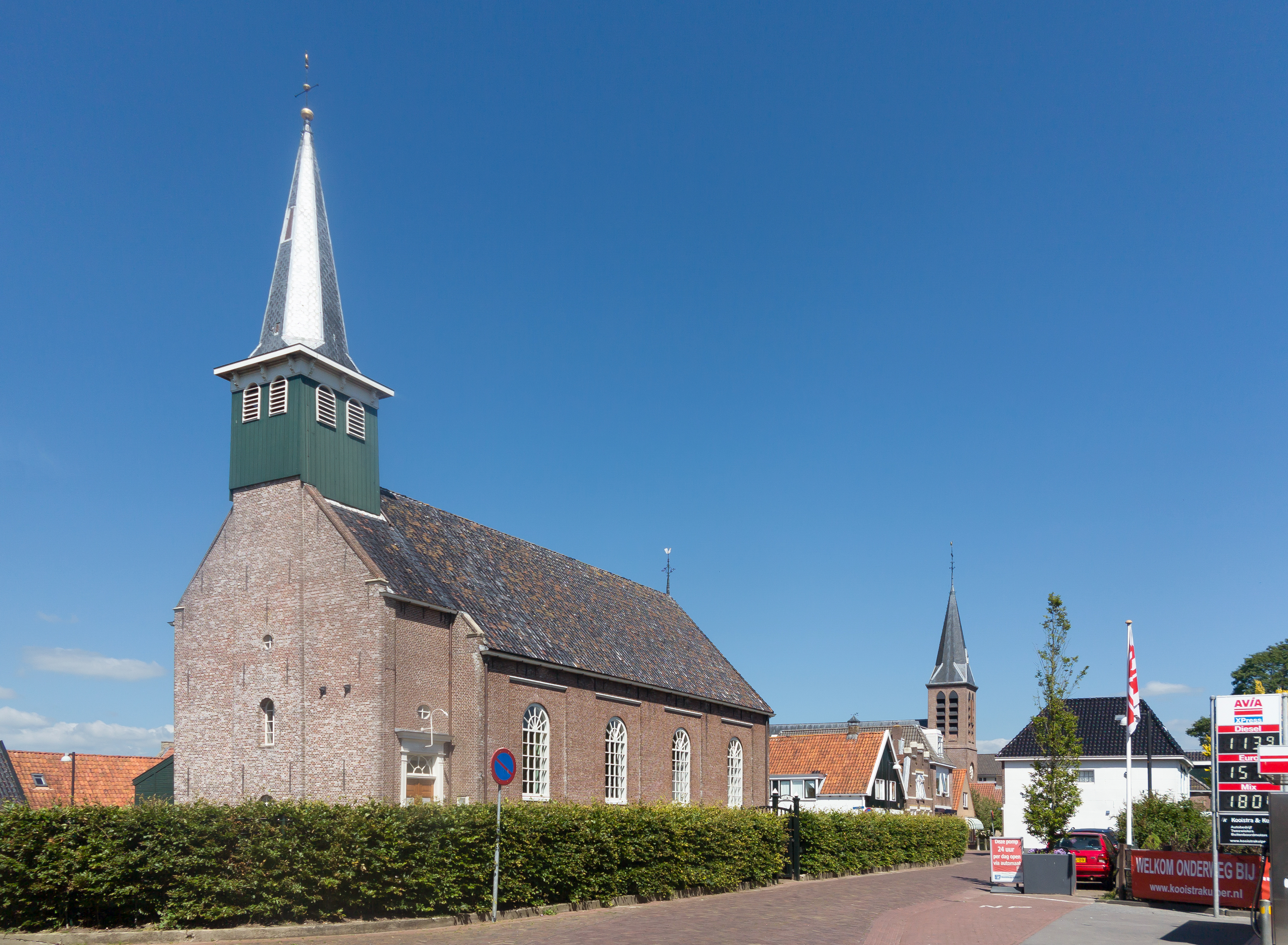
Haghakerk (Hervormde kerk)
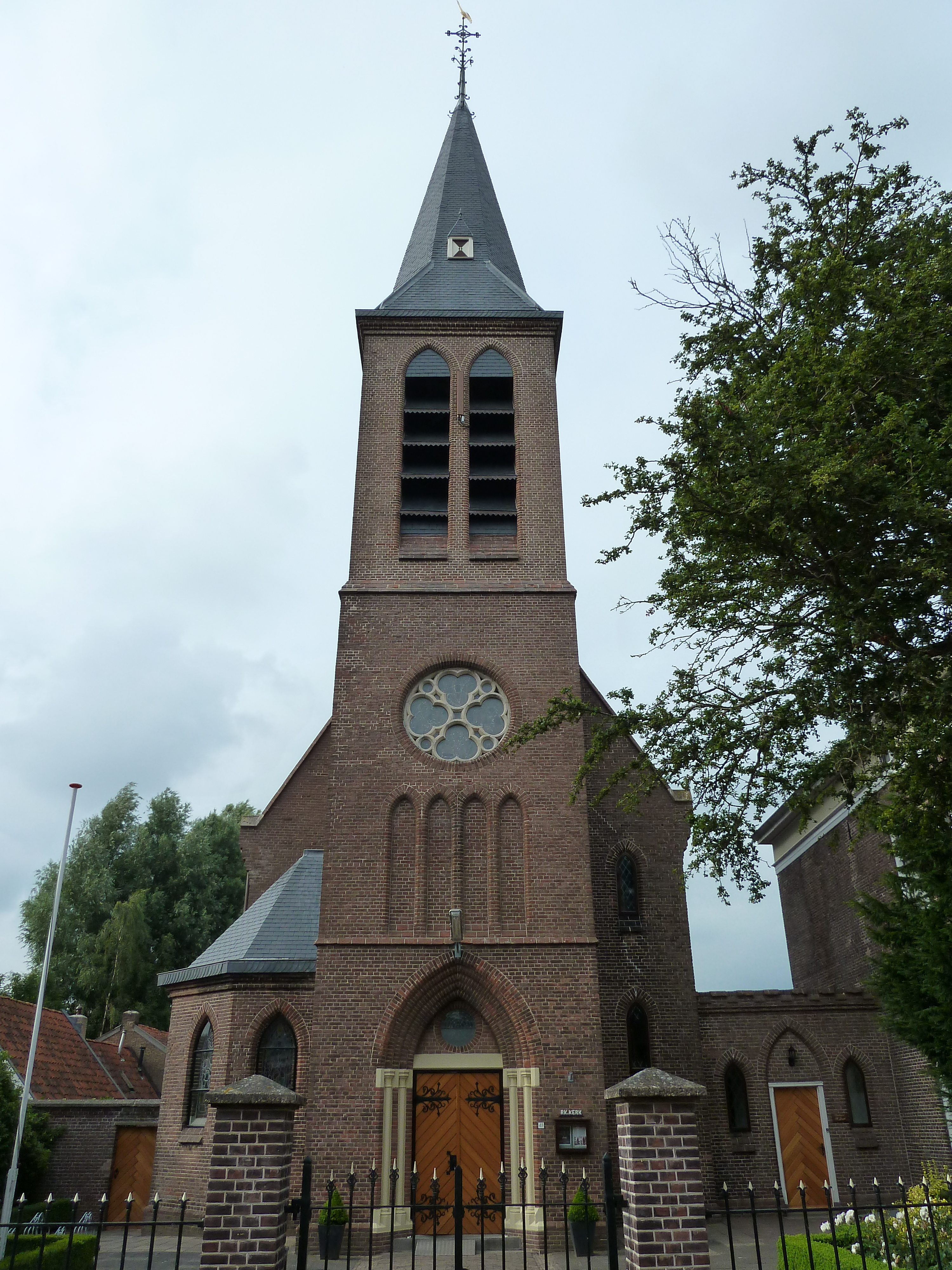
Sint-Jozefkerk (R.K. kerk)
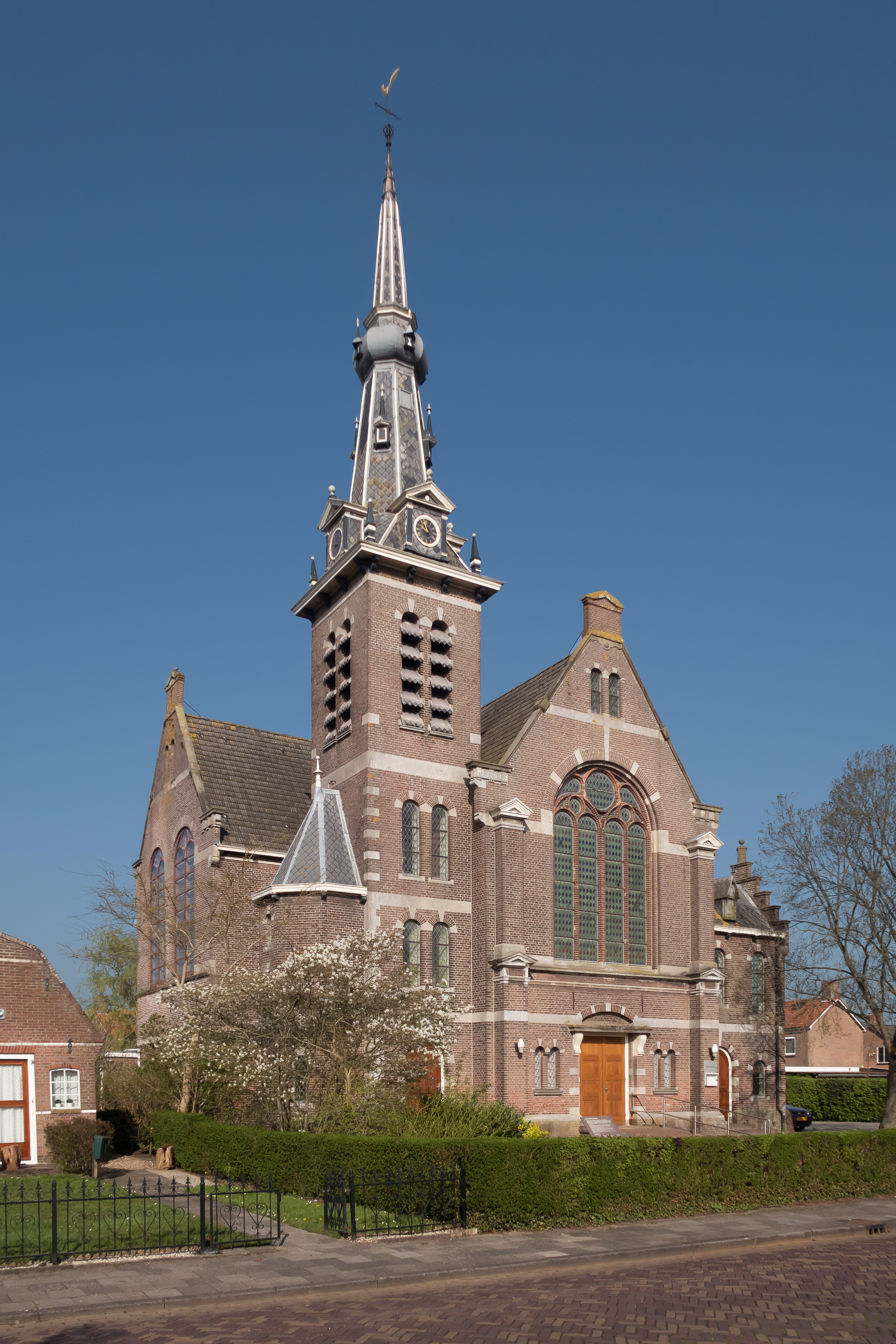
Ichthuskerk (Gereformeerde kerk)

## Beschermd dorpsgezicht
Een deel van Heeg is een beschermd dorpsgezicht, een van de beschermde stads- en dorpsgezichten in Friesland. Verder zijn er in het dorp een aantal rijksmonumenten. In het centrum van het dorp bevinden zich enkele 18e-eeuwse gebouwen.

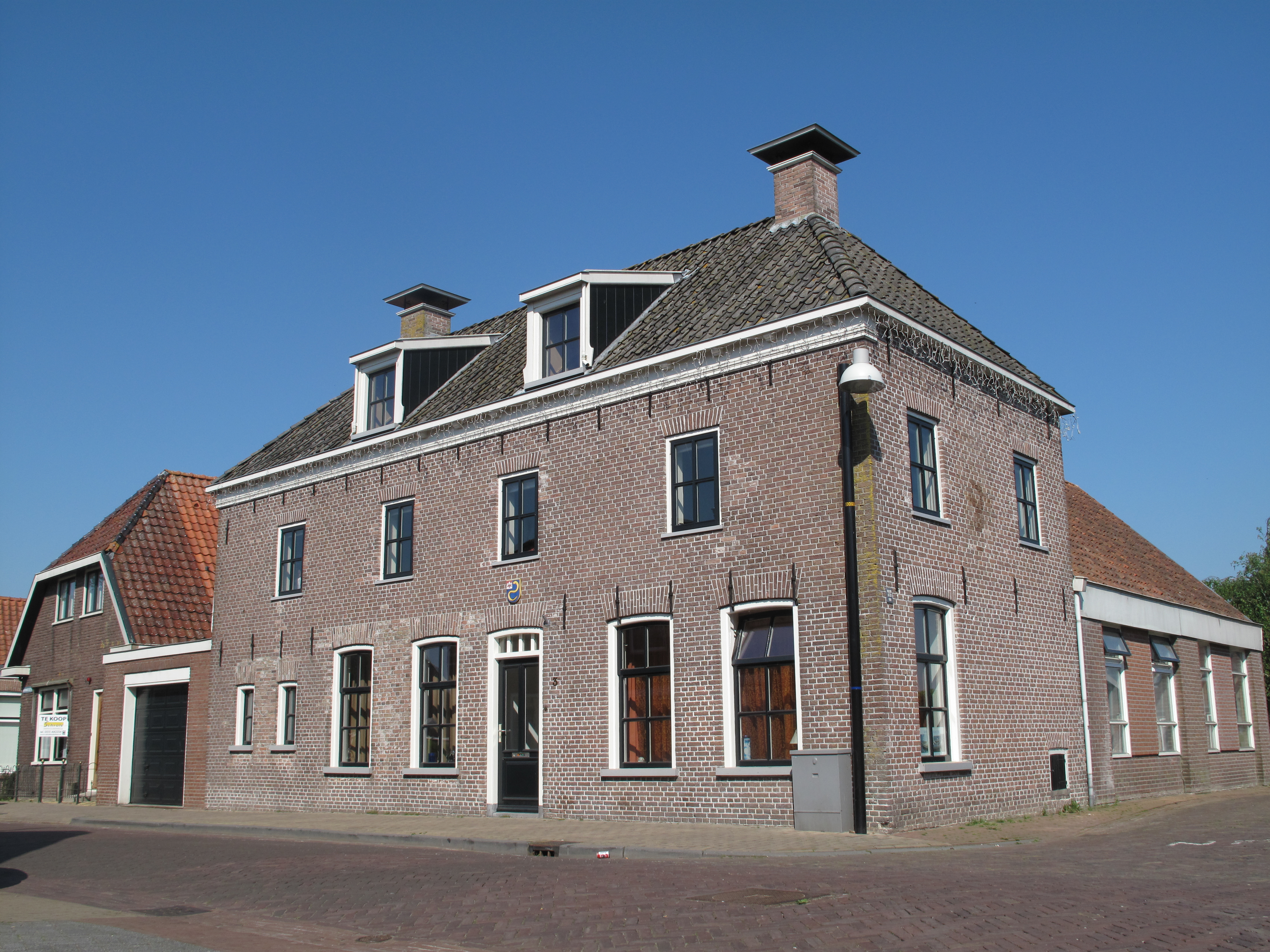
monumentaal pand
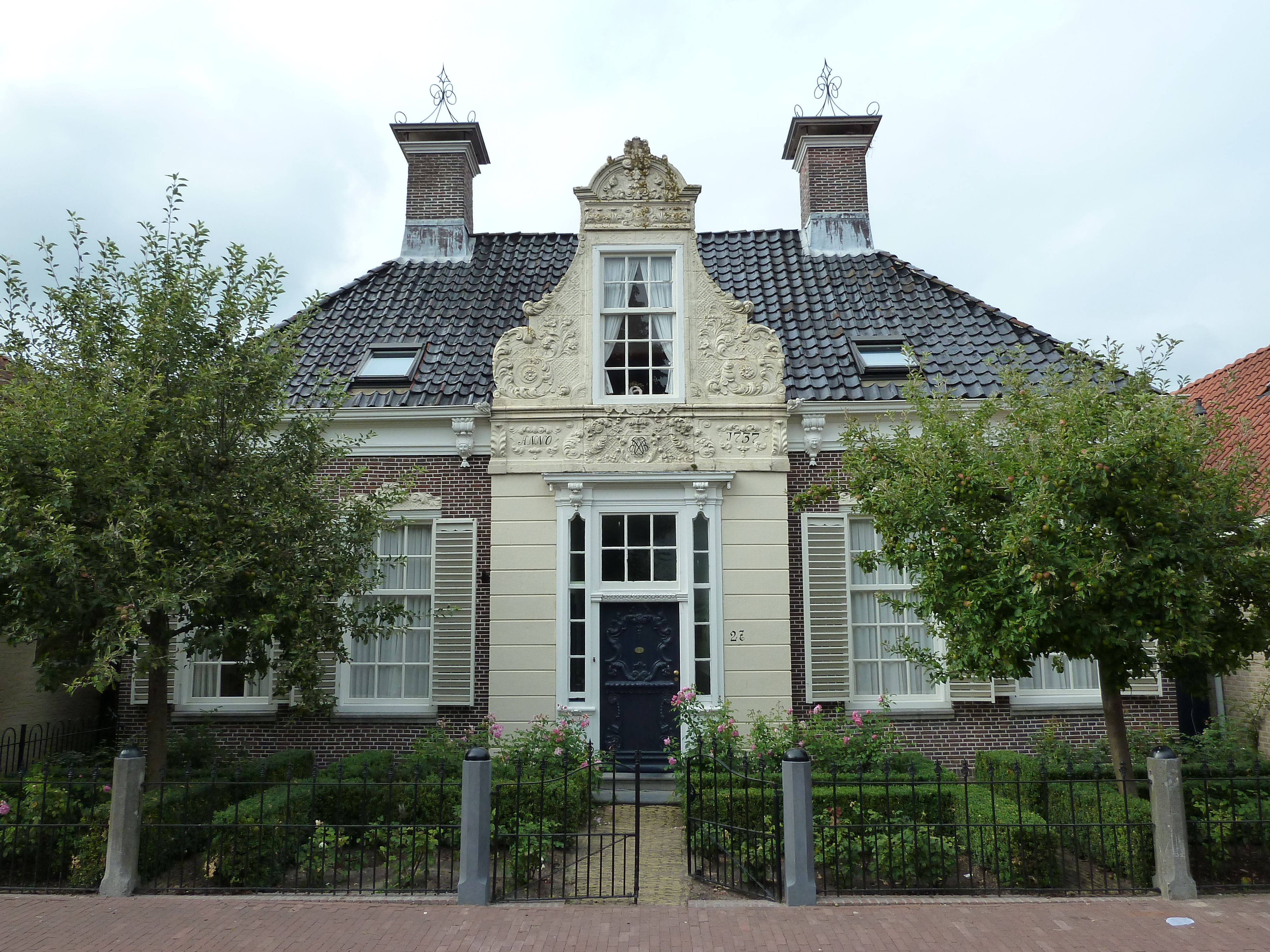
18e-eeuwse woning

## Recreatie

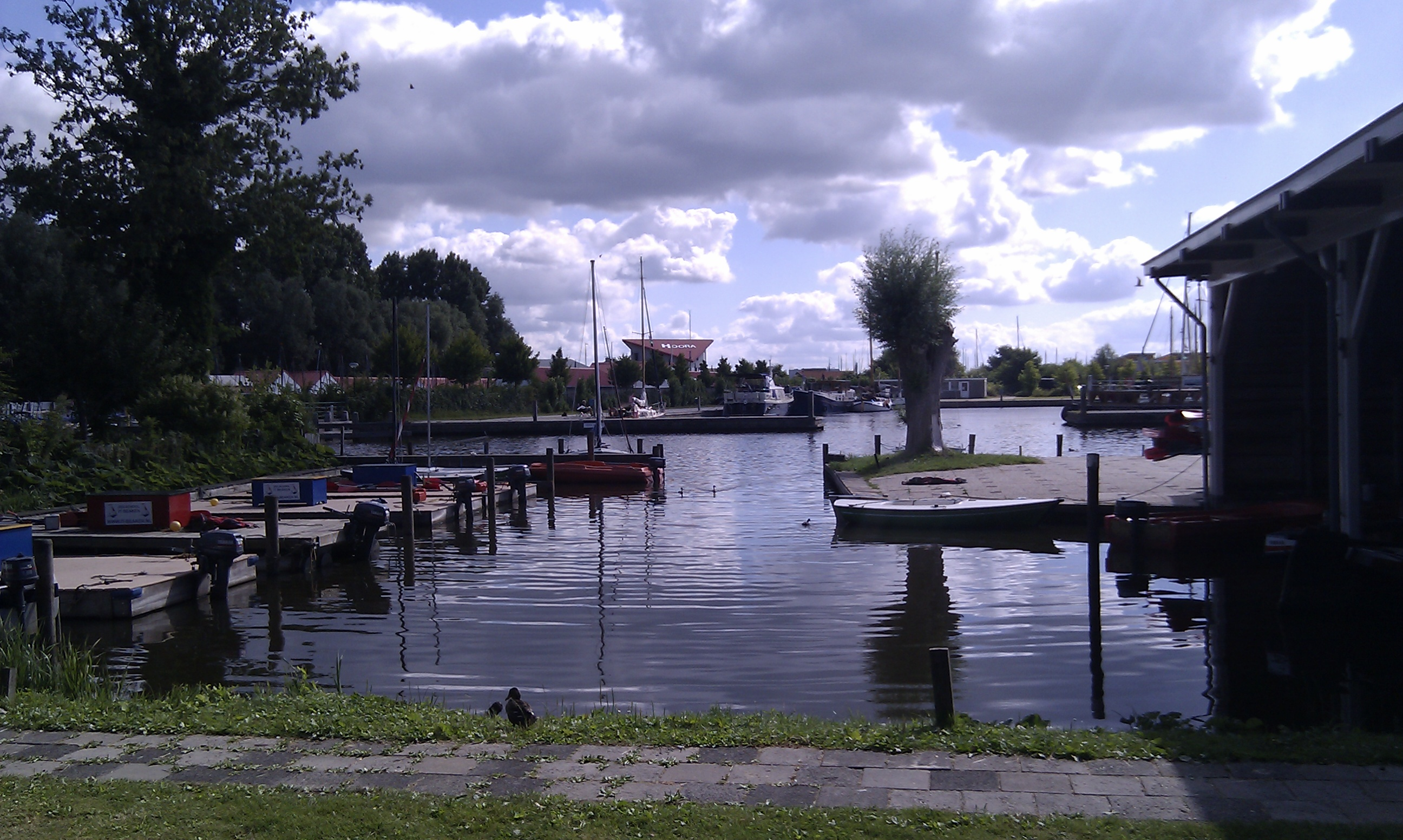
It Baeken

Heeg is een watersportcentrum met enkele zeilscholen, jachthavens en scheepswerven. Mede door de watersport heeft Heeg een uitgaansleven en heeft de middenstand een behoorlijk niveau voor een dorp van deze grootte. Van mei t/m september is Heeg met een fiets- en voetveer met Balk verbonden.

## Sport

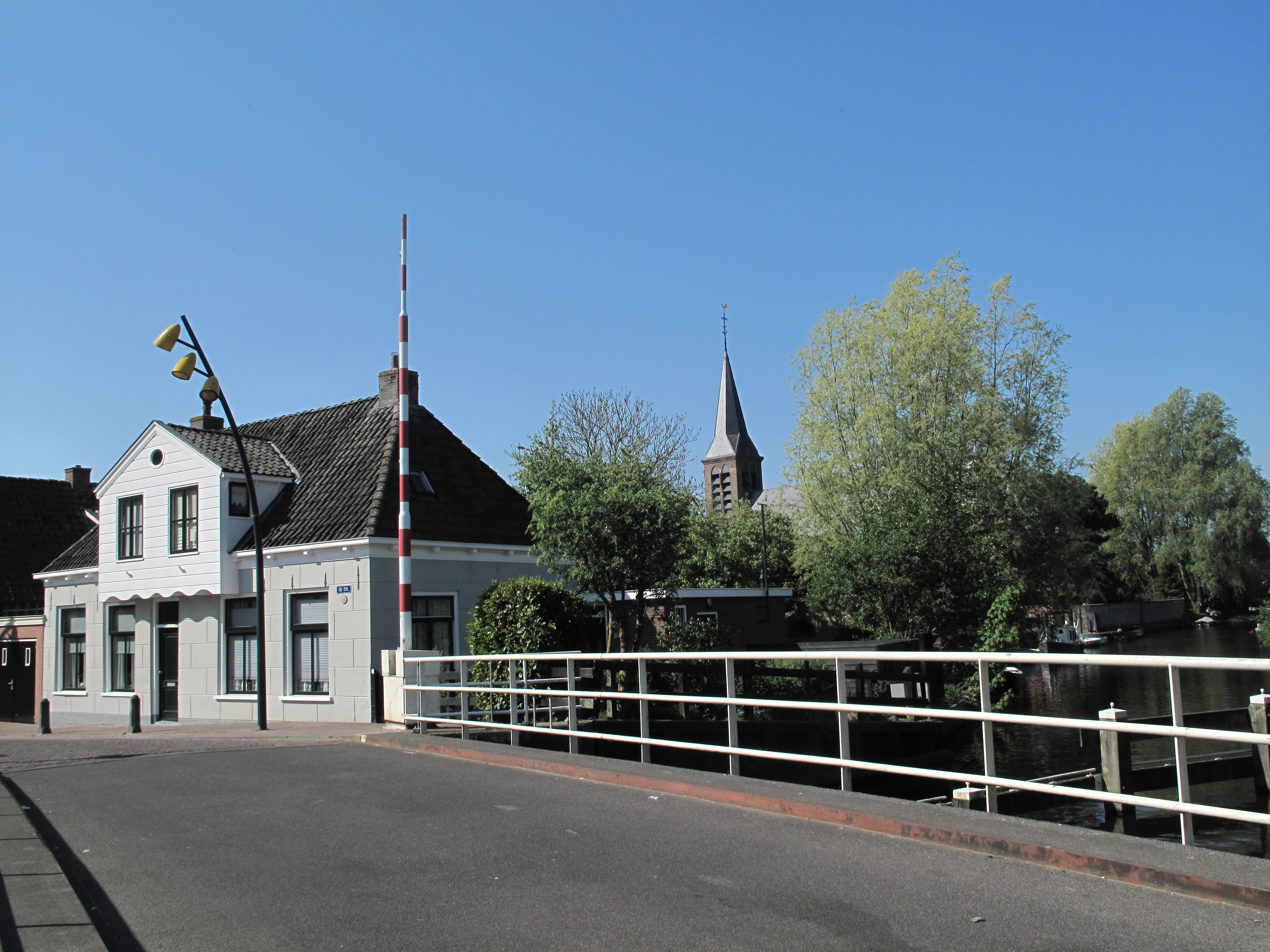
Brugzicht

Aan het Heegermeer ligt zeilclub WaterSportvereniging Heeg (WSH). Verder is er onder meer voetbalvereniging VV Heeg, volleybalvereniging Heecherop, tennisvereniging Net Yn 't Net,  gymnastiekvereniging SSS Heeg en een ijsclub.

## Cultuur
Naast het uitgaansleven is er een toneelvereniging De Sminkdoaze en een muziekvereniging Crescendo.
Jaarlijks wordt op Hemelvaartsdag het straatfestival Heechspanning gehouden. Een groot festival door heel het dorp met straattheater en muziek.

## Onderwijs
Heeg had tot het schooljaar 2023-2024 twee basisscholen, de christelijke It Wrâldfinster en de katholieke St. Jozefschool. Deze scholen zijn inmiddels gefuseerd tot 'De Opstekker'.

## Geboren in Heeg
- Haring Sjoerds Sinnama (ong. 1455 - ong. 1513 ), rechtsgeleerde en hoogleraar;[noot 1][2][3]
- Lolle Klaas Okma (1876-1936), burgemeester;
- Hendrik Roelof de Jong (1911-1945), dominee en verzetsstrijder;
- Gerard Bruins (1924-2016), voetballer;[4]
- Ben Steneker (1935-), Nederlandse countryzanger bekend als The godfather of Dutch country;
- Hanneke Jagersma (1951-), burgemeester.

## Openbaar vervoer
- Lijn 42: Sneek - IJlst - Heeg - Hommerts - Koufurderrige - Woudsend - Tjerkgaast - Spannenburg - Follega - Lemmer
- Lijn 46: Sneek - Jutrijp - Hommerts - Osingahuizen - Heeg - Lytshuizen - Oudega

Steden: Bolsward · Hindeloopen · IJlst · Sneek · Stavoren · Workum

Dorpen en gehuchten: Abbega · Allingawier · Arum · Blauwhuis · Bozum · Breezanddijk · Britswerd · Burgwerd · Cornwerd · Dedgum · Deersum · Edens · Exmorra · Ferwoude · Folsgare · Gaast · Gaastmeer · Gauw · Goënga · Greonterp · Hartwerd · Heeg · Hemelum · Hennaard · Hichtum · Hidaard · Hieslum · Hommerts · Idsegahuizum · IJsbrechtum · Indijk · It Heidenskip · Itens · Jutrijp · Kimswerd · Kornwerderzand · Koudum · Kubaard · Loënga · Lollum · Longerhouw · Lutkewierum · Makkum · Molkwerum · Nijhuizum · Nijland · Offingawier · Oosterend · Oosterwierum · Oosthem · Oppenhuizen · Oudega · Parrega · Piaam · Pingjum · Poppingawier · Rauwerd · Rien · Roodhuis · Sandfirden · Scharl · Scharnegoutum · Schettens · Schraard · Sijbrandaburen · Terzool · Tirns · Tjalhuizum · Tjerkwerd · Uitwellingerga · Waaxens · Warns · Westhem · Wieuwerd · Witmarsum · Wolsum · Wommels · Wons · Woudsend · Zurich

Buurtschappen: Abbegaasterketting · Anneburen · Arkum · Atzeburen · Baarderburen · Baburen · Bernsterburen · De Bieren · De Blokken · De Hel · De Grits · De Kat · De Klieuw · De Polle · De Wieren · Dijksterburen · Doniaburen · Draaisterhuizen · Driehuizen · Eemswoude · Engwerd · Engwier · Exmorrazijl · Feyteburen · Flansum · Galamadammen · Gooium · Grauwe Kat · Grote Wiske · Grotewierum · Harkezijl · Hayum · Hemert · Hidaarderzijl · Hoekens · Hornsterburen · Idzega · Idserdaburen · Indijk (Bozum) · Jet · Jonkershuizen · Jousterp · Jouswerd · Kampen · Kleine Gaastmeer · Kleine Wiske · Kleiterp · Kooihuizen · Koufurderrige  · Kromwal · Koudehuizum · Laaxum · Laad en Zaad · Lippenwoude · Lytshuizen · Makkum (Bozum) · Meilahuizen · Montsamaburen · Nijeburen · Nijeklooster · Nijezijl · Oosthem (Witmarsum) · Osingahuizen · Piekezijl · Remswerd · Rijtseterp · Scharneburen · Schrok · Sieswerd · Sjungadijk · Smallebrugge · Sotterum · Speers  · Strand · Swaanwerd · Swarte Beien · Tsjerkebuorren · Vierhuizen · Viersprong · Vijfhuis · Vissersburen  · Het Vliet· Westerlittens · Wolsumerketting · Wonneburen · Ypecolsga

 Voormalige buurtschappen: Aaksens · Angterp · De Band · Barsum · De Bird · Bittens · Bloemkamp · Bootland · Bovenburen · Doniawier · Goëngamieden · Hiddum · Houw · Knossens · De Nes · Ottenburen · Sandfirderrijp · Slijp · Spijk · De Weeren 

Friesland: Steden en dorpen      Nederland: Provincies · Gemeenten